# Suvi Mikkonen
Suvi Mikkonen (Dragsfjärd, 11 luglio 1988) è una taekwondoka finlandese.

## Palmarès
- Europei

Baku 2014: bronzo nei 53 kg.